# Дорфбан Зерфаус
47°02′19″ пн. ш. 10°36′21″ сх. д. / 47.0386° пн. ш. 10.6058° сх. д.
Піплмувер Зерфаус (нім. Dorfbahn Serfaus) — мережа піплмувера-фунікулера на повітряній подушці у тирольському селі Зерфаус, Австрія. Назва Dorfbahn Serfaus буквально перекладається як сільська залізниця Зерфаус.

## Огляд
Зерфаус — гірськолижний курорт. До схилів можна піднятись канатною дорогою та підйомником, нижні станції яких розташовані в одному кінці головної вулиці села. Велика автостоянка розташована в іншому кінці цієї вулиці, і Дорфбан сполучає ці дві точки, дозволяючи перетворити село в зону без автомобілів. Окрім двох кінцевих станцій — Зайльбан (канатна дорога) та Паркплац (парковка), у центрі села є дві проміжні станції.
Лінія побудована в 1985 році компанією Freissler-Otis. Складається з одноколійної лінії завдовжки 1280 м з єдиним поїздом-шатлом. Поїзд складається з двох вагонівна повітряній подушці та рухаються за принципом фунікулера. Тунель має 3,05 м завширшки та 3,35 м заввишки. Потяг може перевозити 270 людей, рухається зі швидкістю 40 км/год.
Час роботи взимку 8:00 — 18:00, а влітку — з 9:00 до 17:30. Поїздка займає 7 хвилин, а проміжні станції обслуговуються лише у відповідно основному напрямку навантаження (вранці до Зайльбан, вдень до Паркплац). Послуга безкоштовна.
З 2016 по 2019 роки проводились масштабні ремонтні роботи, а новий поїзд запрацював у липні 2019 року, майже вдвічі збільшивши свою пасажиромісткість.

## Станції
| Станція  | км  | Примітки                               | Мапа |
| -------- | --- | -------------------------------------- | ---- |
| Паркплац | 0.0 | Парковка                               |      |
| Кірхе    | 0.6 | Церква, міський центр                  |      |
| Центрум  | 0.8 | Колишня назва Раїка. Банк, центр міста |      |
| Зайльбан | 1.3 | Станція канатної дороги                |      |